# Тризуб (екзопланета)
Тризуб (HAT-P-15 b) — екзопланета, що обертається навколо зорі Берегиня (HAT-P-15) у сузір'ї Персея, на відстані приблизно 630 світлових років від Сонця.

## Відкриття
Планету відкрили в 2010 році в проєкті HATNet. Відкрито її було транзитним методом, що дозволило одночасно визначити радіус та масу цієї планети. Проходження планети відбувається кожні 10,9 днів і тривають близько 5,5 годин.

## Опис
Це гарячий юпітер, газоподібний гігант, майже вдвічі масивніший за Юпітер, обертається навколо своєї зорі на середній відстані 0,096 а. о., що приблизно вдесятеро ближче, ніж Земля від Сонця. Радіус Тризуба трохи більший за радіус Юпітера, що дає густину 1,96 г/см³; за густиною можна оцінити, що у складі планети переважають водень і гелій, а важчі елементи складають лише близько 2% її маси.

## Назва
2019 року Міжнародний астрономічний союз відзначав сторіччя організації. Сотні країн запропонували дати назви парам небесних тіл: зорі та планеті, що обертається навколо неї. Учасникам з України запропонували обрати назву для системи HAT-P-15. Серед поданих на національний конкурс пропозицій перемогли назви Берегиня для зорі та Тризуб — для планети.